# Борозна Іпатії (Місяць)

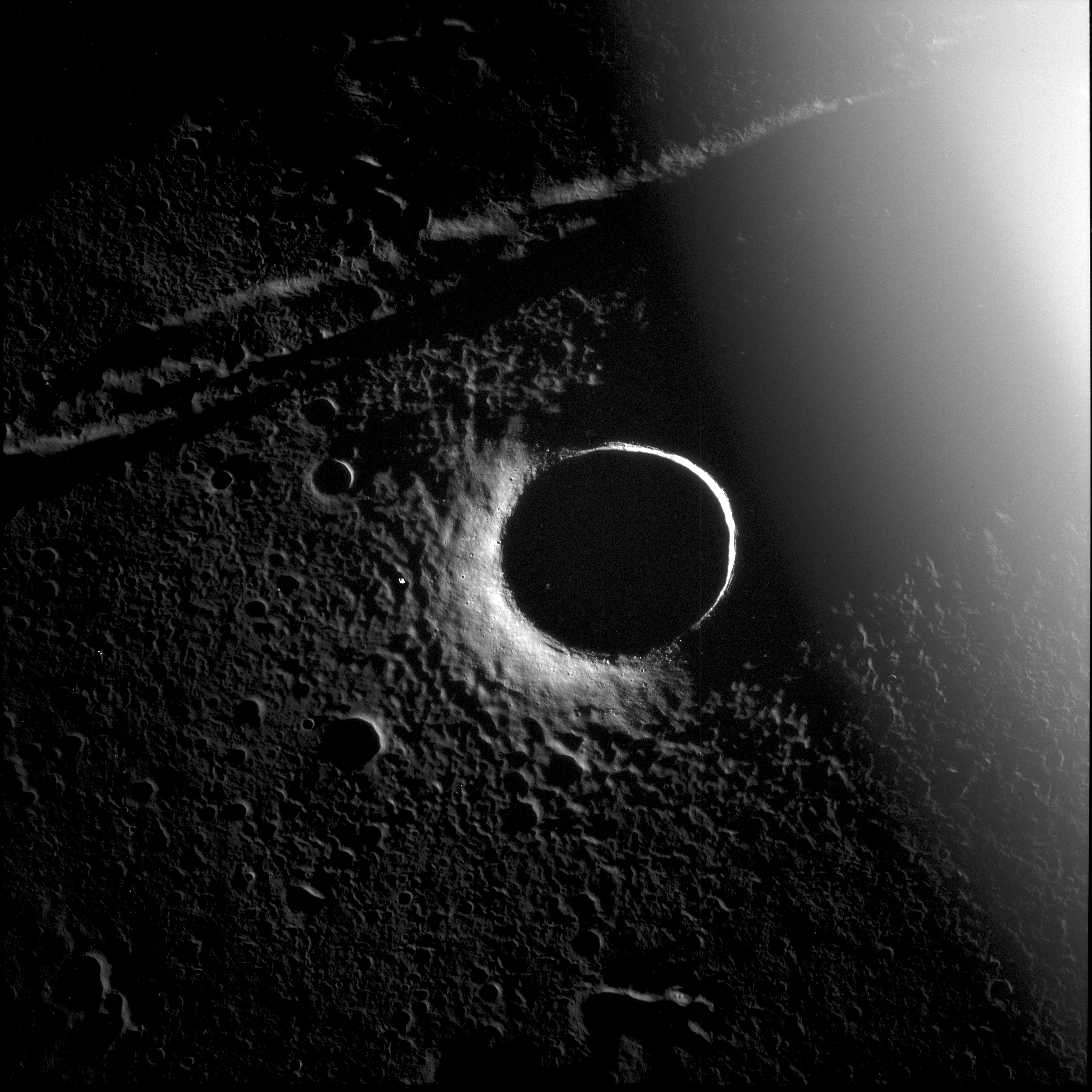
Мольтке (місячний кратер) Борозни Іпатії на сході Сонця. Світлина з борта Аполлон-11.

Борозна Іпатії (борозна Гіпатії) — борозна, що знаходиться приблизно за 70 кілометрів на північ від кратера Гіпатії. Це система лінійних рельєфів, позначених англ. Rimae Hypatia. Проходить близько 180 кілометрів через Море Спокою і переважно рухається на південь-південний схід. Екіпажі Аполлона 10 і Аполлона 11 неофіційно назвали частину хребтів поблизу кратера Мольтке «хайвеєм № 1» ('US Highway Number 1').
Назва цій системі каналів була дана в 1964 році  Міжнародним астрономічним союзом і походить від сусіднього  кратеру  Гіпатія.

## Інтернет-ресурси
- Zdjęcie obszaru Rimae Hypatia [Архівовано 2 липня 2006 у Wayback Machine.]
- Położenie na mapie topograficznej Księżyca [Архівовано 22 липня 2017 у Wayback Machine.]
- Calderas volcánicas en Rima Hyginus [Архівовано 8 квітня 2022 у Wayback Machine.]
- USGS [Архівовано 20 листопада 2021 у Wayback Machine.]. Rimae Hypatia.
- LPI [Архівовано 27 листопада 2020 у Wayback Machine.]. Digital Lunar Orbiter Photographic Atlas of the Moon.